# Эспань, Жан-Луи-Брижит
Жан-Луи́ Брижи́т Эспа́нь (фр. Jean-Louis Brigitte Espagne; 16 февраля 1769, Ош, департамент Жер — 21 мая 1809, близ Эсслинга, Австрия) — французский военный деятель, дивизионный генерал (1805 год), граф (1808 год).
Провинция Гасконь «подарила» Наполеону, и Франции в общем, немало доблестных воинов, достигших вершин военной карьеры, благодаря своим способностям и удачному стечению обстоятельств. Лихой рубака Мюрат, бесстрашный Ланн, храбрый Бессьер, отважный Бернадот, ставший впоследствии королём Швеции, — все они являются героями наполеоновской легенды, передаваемой из уст в уста, из поколения в поколение. Однако, Гасконь оказалась щедра не только на талантливых маршалов, но и на не менее одаренных генералов, среди которых особого упоминания заслуживает имя Жана-Луи Эспаня.

## Биография

### Детство и юность. Первые годы армейской службы
О ранних годах жизни этого человека известно немного. Он родился в семье небогатых мелкопоместных дворян Бертрана Эспаня (фр. Bertrand Espagne; 1733—) и его супруги Франсуазы Бо (фр. Françoise Baup; 1745—). Отец мечтал дать сыну достойное образование и подыскивал ему подходящий коллеж. Между тем, у юного Жан-Луи были иные соображения относительно своего будущего. Едва ему исполнилось 14 лет, как он, без разрешения родителей, записался в Королевский пехотный полк. Матери с трудом удалось уговорить его покинуть службу и вернуться домой. «Гражданская» жизнь Эспаня-младшего продолжалась недолго, так как вскоре его отец потерял работу, и семья оказалась на грани разорения. С иллюзиями об учёбе в престижном заведении пришлось расстаться, и Жан-Луи, не колеблясь, вернулся в армию. 6 июля 1787 года он был принят в полк драгун Её Величества (с 1 января 1791 года – 6-й драгунский полк), расквартированный в Лаоне. 21 апреля 1788 года получил звание бригадира.
В 1789 году командование направило Эспаня в Реймс, поручив ему провести рекрутский набор. Во время поездки Жан-Луи встретил Марию-Софию Паруассьен (фр. Marie-Sophie Paroissien; 1773—1827), дочь богатого плотника, на которой женился 1 августа 1794 года. В браке родились три сына и четыре дочери. Примерно в том же году он познакомился и близко сошёлся с будущим генералом Александром Дюма, отцом великого французского писателя-романиста, из-под пера которого вышли бессмертные «Три мушкетёра», «Граф Монте-Кристо» и другие произведения. Кстати именно дружба четырёх драгун: Эспаня, Дюма, Бомона и Пистона послужила основой для романа «Три мушкетёра».

### Участие в Революционных войнах
2 августа 1792 года Эспань получил звание младшего лейтенанта и был зачислен в 6-й конно-егерский полк. 2 сентября был избран капитаном и переведён в гусарский полк с пафосным названием: «Защитники свободы и равенства» (с 23 ноября 1792 года – 7-й гусарский полк). 20 сентября 1792 года Жан-Луи отличился в битве при Вальми. 30 ноября 1792 года получил звание подполковника и был назначен командиром эскадрона 7-го гусарского.
18 марта 1793 года его подразделение доблестно сражалось под Неервинденом, что не осталось незамеченным командованием. 23 сентября 1793 года получил звание полковника штаба и служил под началом генерала Лабурдонне в Армии Западных Пиренеев. 8 мая 1794 года участвовал во взятии горного прохода Мон-Сени. 22 мая назначен адъютантом своего друга Дюма в Альпийской армии. 24 июня отправлен с миссией в Комитет общественной безопасности. 9 августа вернулся на передовую и присоединился к Армии Самбры и Мааса. 17 августа переведён в Западную армию, а 24 октября – в Армию побережья Бреста. 26 ноября направлен с миссией в Париж. 17 декабря зачислен в штаб генерала Журдана в Армии Самбры и Мааса.
16 декабря 1796 года был поставлен во главе 8-го кавалерийского полка. Во главе полка успел поучаствовать под началом Гоша 18 апреля 1797 года в переправе через Рейн у Нойвида. Вскоре боевые действия прекратились. В сентябре 1798 года 8-й полк в пятый раз переправился через Рейн у Келя.
10 июля 1799 года Эспань стал бригадным генералом. Его ненадолго направили в обсервационную армию генерала Мюллера, а уже 27 июля он поступил в распоряжение командующего Рейнской армией генерала Лакомба, которого вскоре сменил Моро.
25 апреля 1800 года Эспань возглавил бригаду карабинер в дивизии д'Опуля и участвовал в сражениях при Мескирхе (5 мая), Хёхштедте (19 июня), Нойбурге (27 июня). Генеральские эполеты не мешали ему, при случае, подавать пример личной храбрости, и в бою он всегда находился впереди своих солдат. Так, при Нойбурге Эспань, встав во главе 1-го и 3-го батальона 84-й линейной полубригады, под жесточайшим обстрелом повёл пехотинцев на штурм вражеских укреплений под Унтерхаузеном. После нескольких атак французы овладели неприятельским редутом, но при этом отважный гасконец получил ранение в руку и был вынужден покинуть поле брани. По возвращении из госпиталя, 4 июля его определили в дивизию генерала Монришара в качестве командира одной из бригад. Затем вновь возглавил бригаду в дивизии резервной кавалерии. Кампания по разгрому 2-й антифранцузской коалиции для Жана-Луи Эспаня завершилась под Гогенлинденом (3 декабря) и Эрдингом (4 декабря). Вскоре после этой блестящей победы генерала Моро был подписан Люневильский мир, и в Европе ненадолго смолкла канонада, продолжавшаяся почти десять лет.
С 23 сентября 1801 года генерал был без служебного назначения. 28 октября 1801 года Эспань был направлен в 21-й военный округ и назначен командующим департамента Верхняя Вьенна.

### Карьера в годы Империи
1 февраля 1805 года его повысили в звании до дивизионного генерала и 2 марта назначили командиром 4-й кавалерийской дивизии Итальянской армии. Участвовал в бою у Сан-Микеле 29 октября, а затем у Кальдьеро 30 октября, где маршал Массена вёл изматывающее сражение с войсками эрцгерцога Карла. 15 ноября закрепился в Градиске. В конце ноября вступил в Лайбах. В феврале 1806 года Жану-Луи Эспаню, дивизию которого включили в состав 1-го корпуса Неаполитанской армии. 12 августа был назначен командующим провинции Лабур, а также ему поручили ликвидировать банду калабрийских разбойников-роялистов, во главе с кровожадным Фра-Дьяволо. Гасконец блестяще справился с трудным заданием: в октябре 1806 года итальянский головорез был пойман и казнён. Его гибель лишила Бурбонов последней надежды вернуть себе неаполитанский престол.
22 ноября 1806 года Эспань был отозван в Великую Армию и поставлен во главе 3-й дивизий тяжёлой кавалерии.

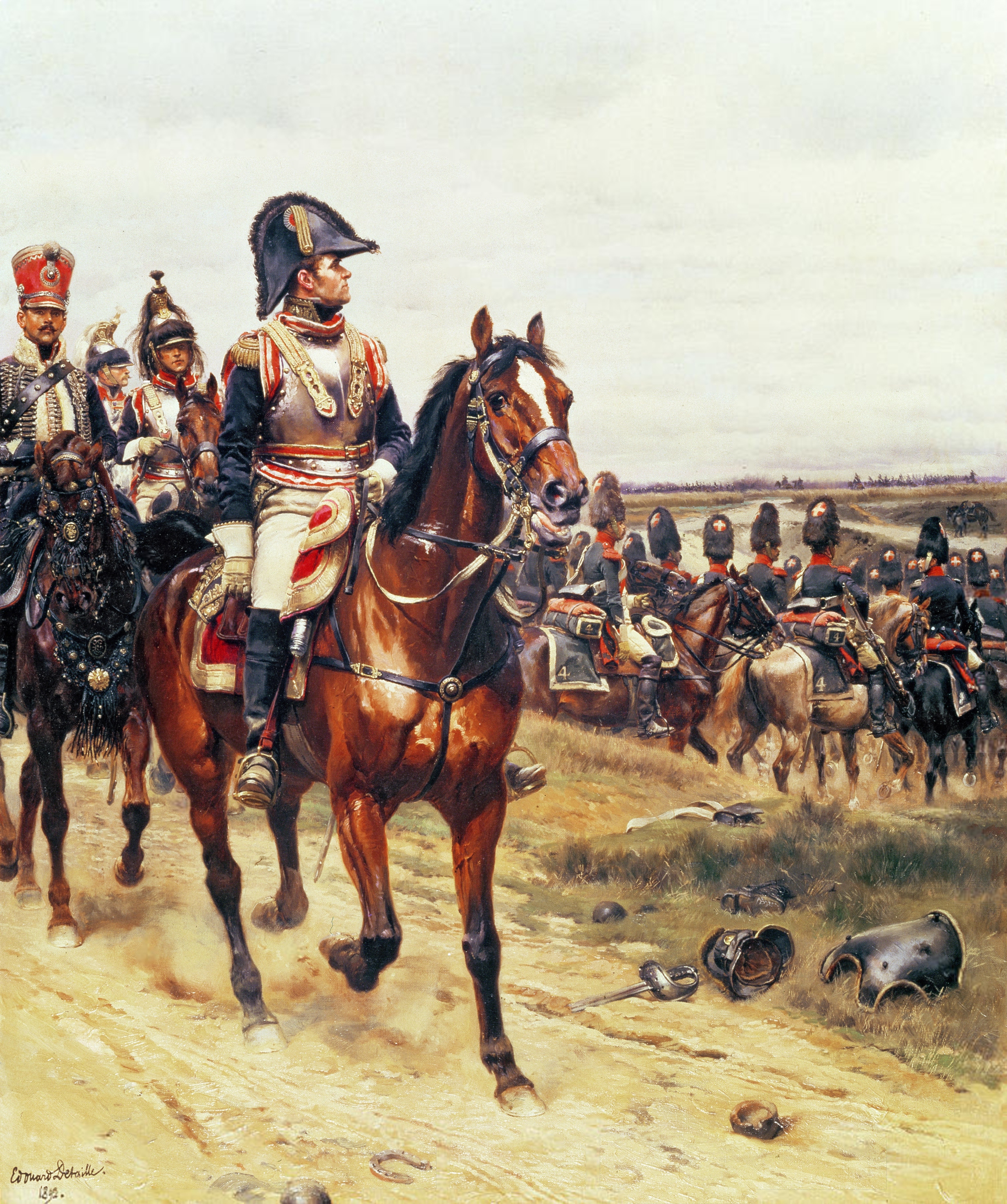
Генерал Эспань в форме кирасира в битве при Гейльсберге в 1807 году (картина Эдуара Детая, 1892).

В марте 1807 года его «железные люди» в составе 10-го армейского корпуса маршала Лефевра участвовали в осаде Данцига. 28 марта 1807 года дивизия была включена в состав корпуса резервной кавалерии Мюрата. 10 июня того же года отличились в сражении при Гейльсберге. В тот день, волею маршала Мюрата его дивизия образовала первую линию кавалерийского резерва, предназначенного для прорыва вражеских позиций. Отчаянные атаки французских кирасиров против окопавшихся у реки Алле русских войск под командованием Беннигсена успехом не увенчались: подразделение Эспаня с большими потерями было отброшено на исходные позиции. Сам генерал был серьёзно ранен: он получил 7 (!) ударов пикой и на месяц выбыл из строя. 5 декабря 1807 года получил отпуск.
Император по достоинству наградил храбреца: 11 июля 1807 года Эспань вошёл в когорту Великих офицеров ордена Почётного легиона, а весной 1808 года Наполеон возвёл генерала в графское достоинство (с правом передачи титула по наследству) и наделил его майоратными имениями в Пруссии.

### Последнее сражение генерала Эспаня
Австро-французская война 1809 застала Эспаня под Аугсбургом. Его дивизия, входившая в состав 2-го армейского корпуса маршала Ланна, была спешно брошена в бой уже 19 апреля при Пфафенхофене. Затем был Экмюль (22 апреля) и взятие Регенсбурга (23 апреля). 21 мая 1809 года в сражении у деревушки Эсслинг вражеское ядро оторвало кончик шляпы генерала. Ничуть не смутившись, Эспань повернул её изуродованной стороной назад и, встав во главе 4-го кирасирского полка, устремился в атаку на австрийскую артиллерию. У самых позиций неприятеля генерал внезапно повалился с лошади. Подбежавшие к нему адъютанты Шенцевилль и Кауффер увидели, что их командир тяжело ранен картечью в живот. В состоянии шока, не чувствуя боли, Эспань сумел подняться и сделать несколько шагов, после чего вновь упал и, не приходя в сознание, умер. Офицеры 6-го кирасирского полка завернули тело в плащ и отнесли на остров Лобау, где в тот же день, после короткой прощальной церемонии, захоронили останки генерала на левом берегу Дуная.
1 января 1810 года, в соответствии с декретом императора Наполеона, конная статуя Жана-Луи Эспаня украсила мост Согласия в Париже. Однако, через 6 лет она была перенесена в музейный комплекс Дом Инвалидов и находится там по сей день. Имя доблестного генерала из Гаскони выгравировано на внутренней стене Триумфальной Арки Звезды.

## Воинские звания
- Солдат (6 июля 1787 года);
- Бригадир (21 апреля 1788 года);
- Вахмистр (10 января 1792 года);
- Старший вахмистр (16 февраля 1792 года);
- Младший лейтенант (2 августа 1792 года);
- Капитан (2 сентября 1792 года);
- Подполковник (30 ноября 1792 года);
- Полковник штаба (23 сентября 1793 года);
- Бригадный генерал (10 июля 1799 года);
- Дивизионный генерал (1 февраля 1805 года).

## Титулы
- Граф Эспань и Империи (фр. comte d'Espagne et de l'Empire; декрет от 19 марта 1808 года, патент подтверждён 26 апреля 1808 года в Байонне)[4][5].

## Награды
Легионер ордена Почётного легиона (11 декабря 1803 года)
 Коммандан ордена Почётного легиона (14 июня 1804 года)
 Великий офицер ордена Почётного легиона (11 июля 1807 года)